# Sergi Gordo Rodríguez
Sergi Gordo Rodríguez (ur. 23 marca 1967 w Barcelonie) – hiszpański duchowny katolicki, biskup pomocniczy Barcelony w latach 2017–2023, biskup Tortosy od 2023. 

## Życiorys

### Prezbiterat
Święcenia kapłańskie otrzymał 14 czerwca 1992 i został inkardynowany do archidiecezji barcelońskiej. Był m.in. wychowawcą w niższym seminarium, wykładowcą barcelońskiego wydziału filozoficzno-teologicznego, sekretarzem generalnym oraz kanclerzem kurii.

### Episkopat
19 czerwca 2017 papież Franciszek mianował go biskupem pomocniczym archidiecezji barcelońskiej, ze stolicą tytularną Cenae. Sakry udzielił mu 9 września 2017 kardynał Juan José Omella Omella.
13 lipca 2023 został mianowany przez papieża Franciszka biskupem diecezjalnym Tortosy. Ingres odbył się 9 września 2023.